# Девет мученика у Кизику
Светих Девет мученика у Кизику су хришћански светитељи. Ових девет мученикасу пострадали јер нису хтели да принесу жртве идолима нити да се одрекни Исуса Христа. Због тога су љуто мучени и најзад мачем посечени. За време цара Константина сазидан јр храм у Кизику у част ових мученика, где су положене њихове неиструлеле мошти. У хришћанској традицији помињу се многа исцелења догодише се над моштима њиховим. Ових девет мученика су: Теогоније, Руф, Антипатер, Теостих, Артем, Магн, Теодот, Тавмасије и Филимон. Мученички су пострадали з III веку.
Српска православна црква слави их 29. априла по црквеном, а 12. маја по грегоријанском календару.